# Crinum latifolium
Crinum latifolium är en amaryllisväxtart som beskrevs av Carl von Linné. Crinum latifolium ingår i släktet Crinum, och familjen amaryllisväxter. Inga underarter finns listade i Catalogue of Life.

## Bildgalleri

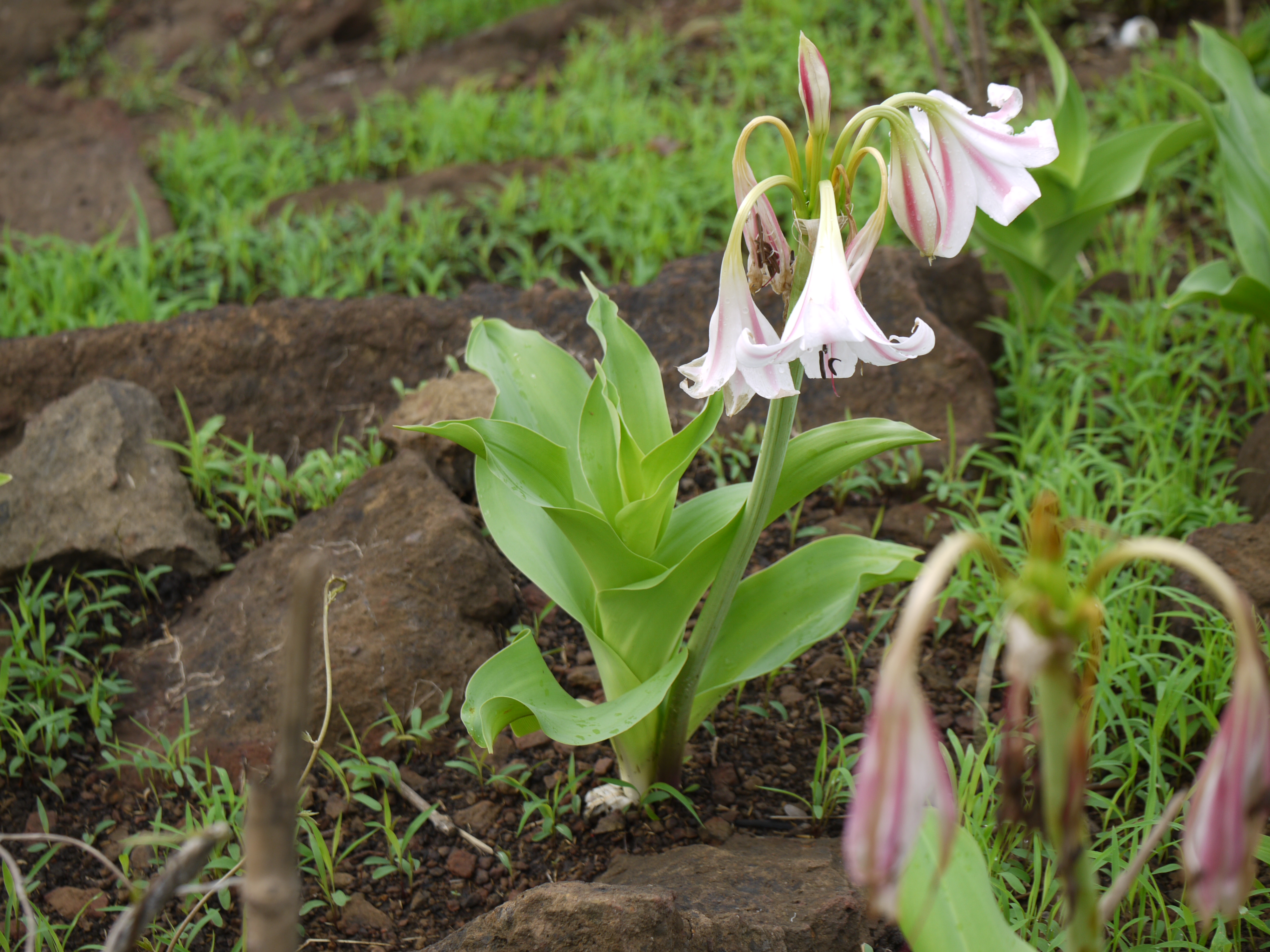
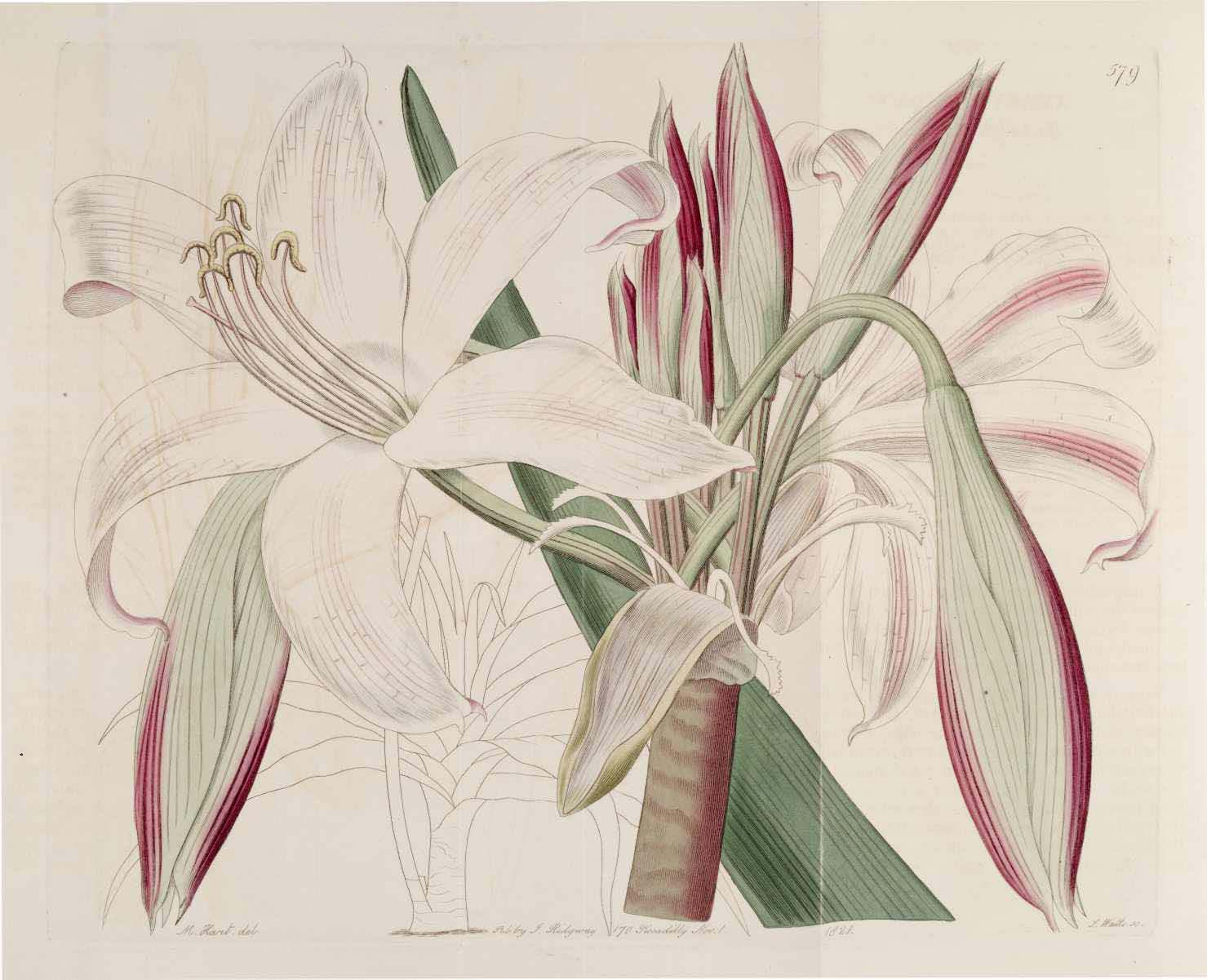
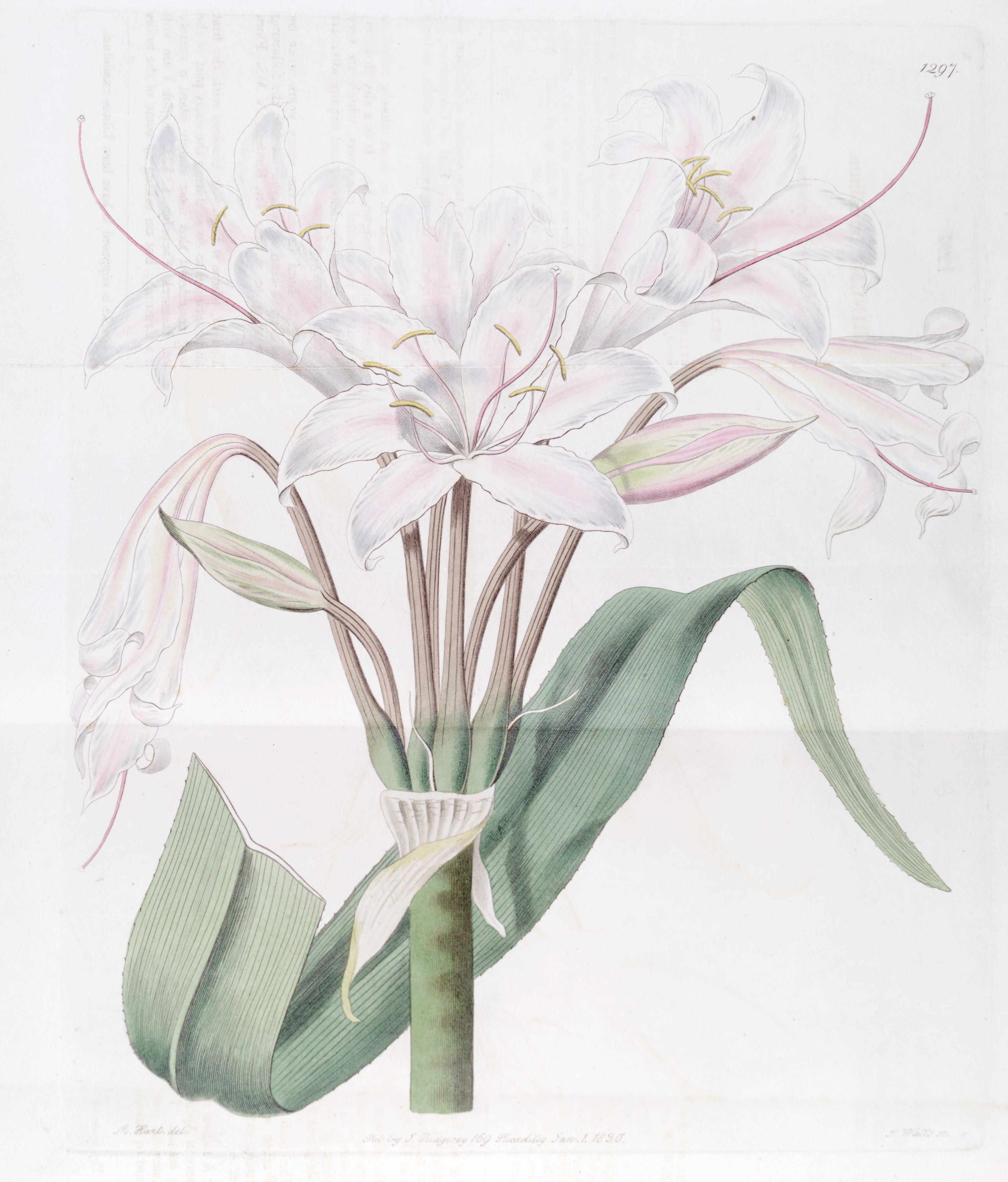